# Acerentulus xerophilus
Acerentulus xerophilus är en urinsektsart som beskrevs av Andrzej Szeptycki 1979. Acerentulus xerophilus ingår i släktet Acerentulus och familjen lönntrevfotingar. Inga underarter finns listade i Catalogue of Life.